# Kastoria (Regionalbezirk)
Der Regionalbezirk Kastoria (griechisch Περιφερειακή Ενότητα Καστοριάς Periferiakí Enótita Kastoriás) ist einer der vier Regionalbezirken der griechischen Region Westmakedonien um den Verwaltungssitz Kastoria. Kastoria wurde 1941 als Präfektur durch Ausgliederung aus der Präfektur Florina geschaffen. Mit der Verwaltungsreform von 2010 wurden die Kompetenzen der Präfektur an die Region Westmakedonien und die durch Zusammenlegung stark reduzierten Gemeinden übertragen, der Regionalbezirk Kastoria entsendet sechs Abgeordnete in den westmakedonischen Regionalrat, hat darüber hinaus aber keine politische Bedeutung. Kastoria umfasst die Gemeinden Argos Orestiko, Kastoria und Nestorio.

## Geographie
Das Gebiet Kastorias mit der gleichnamigen Hauptstadt liegt ganz im Westen von Westmakedonien. Im Norden grenzt Kastoria an den Regionalbezirk Florina, im Süden, Osten und Südosten an Grevena und Kozani, im Südwesten an Ioannina und im Westen an Albanien.
Die Region ist gebirgig und zeichnet sich durch ein Kontinentalklima mit großen Temperaturschwankungen zwischen kalten Wintern und heißen Sommern aus; im Winter lassen Minusgrade sogar den See zufrieren.